# مبادرة جندي المستقبل 2030

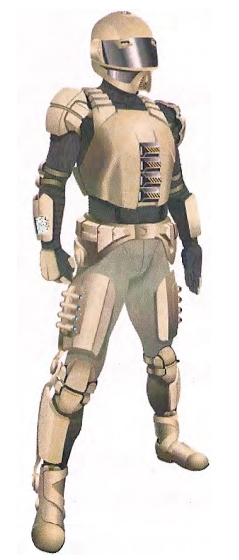
تصميم الهيكل الخارجي للدروع الواقية للبدن، 2030

مبادرة جندي المستقبل 2030 هي برنامج للجيش الأمريكي تم إطلاقه في عام 2009 بهدف البحث وتطوير معدات وأسلحة ودروع جنود المستقبل. يبحث البرنامج في العديد من التقنيات المستقبلية، بما في ذلك الأدوية المعززة للعقل والهياكل الخارجية المدعومة والمساعدين ذوي الذكاء الاصطناعي.  

## إلغاء
في أواخر عام 2015، تم إلغاء مبادرة جندي المستقبل إلى حد كبير ووضعها على الرف من قبل مؤيديها.